# Bimah
Pour les articles homonymes, voir Bima (homonymie).
Cet article traite de l'estrade de lecture dans les synagogues. Pour l'équivalent architectural dans les églises paléochrétiennes, voir bêma

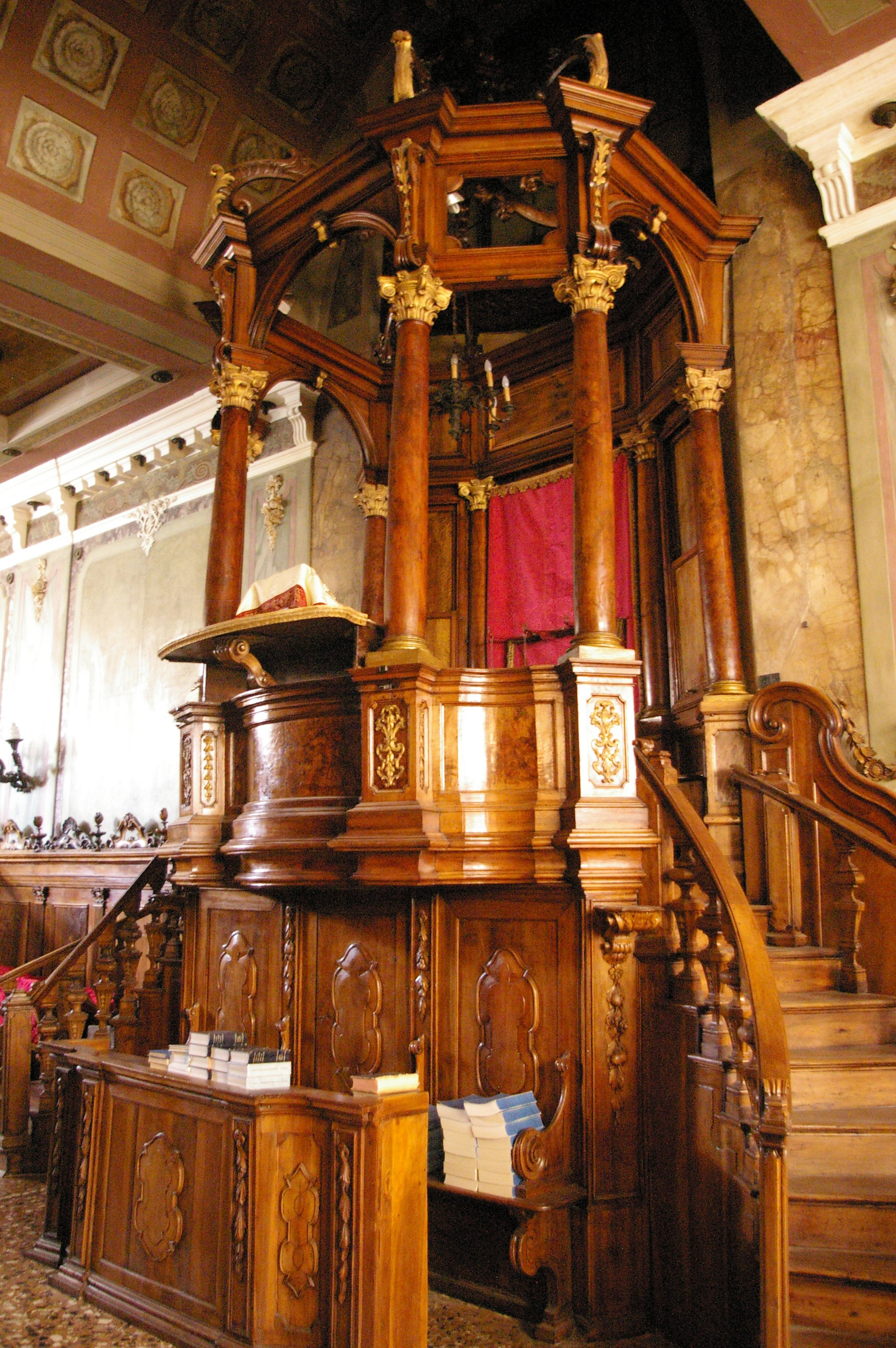
Bimah de la synagogue italienne de Padoue.

La bimah ou bima  (hébreu בימה), almemor ou tevah (héb. תיבה) est l'estrade où se lit la Torah et où est célébrée la liturgie. 

## Origine
Le mot bimah vient du grec ancien βῆμα / bêma, « tribune ». Dans la Grèce antique, ce mot désignait la tribune aux harangues pour les orateurs, sur la Pnyx, ainsi que la haute estrade où siégeait le magistrat qui présidait l’audience dans les tribunaux de l’Héliée. Par la suite, au IIIe siècle av. J.-C., ce mot a été utilisé dans la Septante, traduction grecque de la Bible, pour rendre l'expression hébraïque מִגְדַּל-עֵץ (migdal-etz) qui signifie estrade ou tour en bois,. C'est de là qu'Ezra le Scribe lisait la Torah au peuple assemblé au Ve siècle avant l'ère commune dans le Temple de Jérusalem.
Ce mot grec a été repris par le judaïsme comme par le christianisme pour désigner dans certains cas l'estrade où se pratique la liturgie.

## Présentation générale
La bimah pour les juifs ashkénazes, la tebah pour les séfarades ou encore l'almemor (de l'arabe al-minbar) est aujourd'hui encore la plate-forme d'où est lue la Torah durant les services à la synagogue. Sur la bimah, il y a une table (שולחן, choulhan en hébreu) où sont placés les rouleaux de la Torah, lors de la lecture. La bimah a longtemps été uniquement située au centre de la synagogue, ceci pour rappeler le temple de Jérusalem. Toutefois, le mouvement de réforme du judaïsme fit qu'à l'imitation des églises, la bimah fut souvent élevée devant les fidèles à une extrémité de la synagogue. En France, de nombreuses synagogues consistoriales ont adopté cette disposition pourtant contraire au judaïsme orthodoxe.

### Où installer la bimah?
L'avis des rabbins varie quant au lieu d'installation de la bimah dans une synagogue. Si l'on s'en tient au plan du Temple de Jérusalem, l'installation au centre de la synagogue devrait être la règle. Selon la Jewish Encyclopedia, Maimonide, Yaakov ben Asher et Moïse Isserles s'en tiennent là. Mais Joseph Caro et les rabbins d'époque postérieure autorisent à situer la bimah près de l'Arche .
En conséquence, les synagogues de rite ashkenaze placent généralement la bimah au centre avec quelques sièges la séparant de l’Arche, tandis que les synagogues de rite sépharade la placent au centre de la pièce sans sièges devant.